# 蒼穹舎

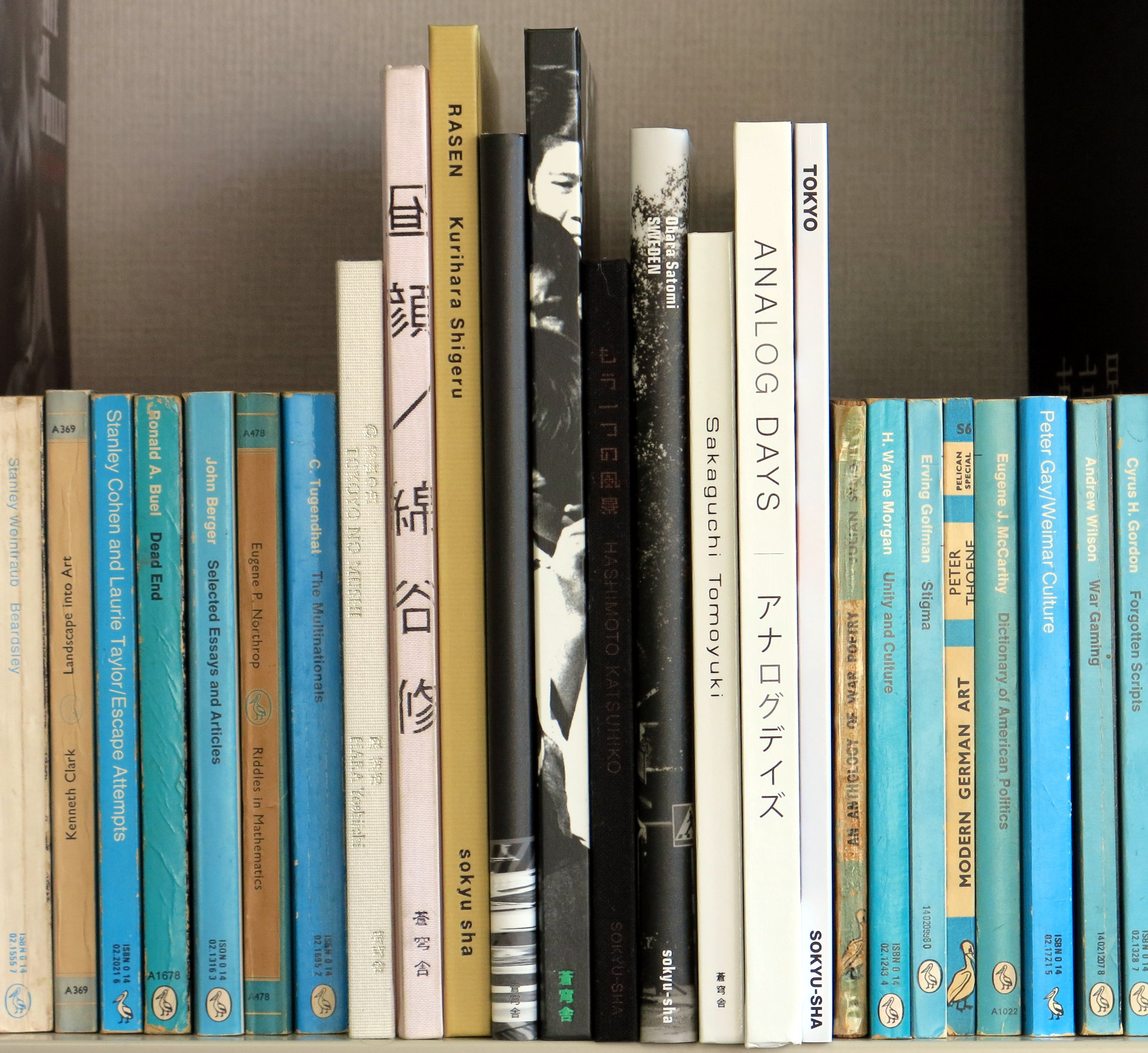
蒼穹舎の写真集（原芳市、綿谷修、栗原滋、長野重一、橋本勝彦、小原里美、坂口トモユキ、ジョン・ハーディング、大塚めぐみ）

蒼穹舎（そうきゅうしゃ）は、写真集を専門に刊行してきた日本の出版社。
東京・新宿にあるギャラリーでは、写真専門の書店も併設する。1986年に深瀬昌久の写真集『鴉』を出版して以来、数多くの写真集を世に送り出し、その功績が認められ、2008年には日本写真協会文化振興賞を受賞する。
代表者の大田通貴は、自社での出版以外にも『ワイズ出版写真叢書』やファッションブランドのHysteric Glamourが刊行する写真集にも編集者として参加している。
同社が刊行した写真集の写真家は、森山大道、楓祥子、門井幸子、松井洋子、平賀淳、柴田恭介、内堀晶、沢渡朔、松村明、早川大、水谷幹治、浜田蜂朗、深瀬昌久、楢橋朝子、尾仲浩二、石内都、山内道雄、野口賢一郎、北井一夫、藤原敦、など、多数に及ぶ。